# Peugeot Touareg
La Peugeot Touareg est un prototype concept car d'automobile Peugeot présenté au Mondial de l'automobile de Paris en 1996 aux côtés de la Peugeot Asphalte.

## Caractéristiques
La Peugeot Touareg est un véhicule tout-terrain 4×4 de loisir, à propulsion électrique (batterie nickel/métal hydrure) avec une autonomie de 4 heures de tout chemin.
Il est doté d'un petit moteur à essence équipé d'un alternateur : le « Range Extender ». Il fait office de petit groupe électrogène qui permet de remplir les batteries avec une petite réserve d'essence, et d'augmenter ainsi l'autonomie du véhicule.
Dès que le véhicule est en descente et que le frein moteur se met en action, le moteur fonctionne en génératrice et produit du courant qui est stocké dans les batteries qui se rechargent.
Sa structure est en carbone et sa coque en plastique moulé. Il n'est pas fermé, il n'a pas de toit.